# Germán Emmanuel Gaitán
Germán Emmanuel Gaitán (Córdoba, Argentina, 31 de julio de 1995) es un futbolista argentino. Juega de mediocampista central en el Club Atlético Colegiales de la Primera B Metropolitana, tercera división del fútbol argentino.

## Trayectoria

### Belgrano
Germán Gaitán realizó las divisiones inferiores en Belgrano desde el año 2004 hasta 2015. Jugó en las categorías promocionales de liga cordobesa y todas las inferiores de AFA. Formó parte de la quinta subcampeona de AFA del 2013.
Fue promovido al plantel superior de Belgrano a mediados del 2015 por el entrenador Ricardo Zielinski cuando se disputaba el Campeonato de Primera 2015 en Argentina. Ese mismo año rubrica su contrato profesional.
Debutó en primera el 23 de mayo de 2016 ante Rosario Central en el Estadio Mario Alberto Kempes ingresando desde el banco de suplentes a los 26 minutos del segundo tiempo. Partido que finaliza 1-0 a favor del local. 
En la temporada siguiente, 2016/17, jugó Copa Sudamericana y algunos partidos en la Super liga argentina.

### Colegiales
Es cedido a préstamo sin cargo y sin opción de compra al Club Atlético Colegiales, de Munro, Buenos Aires, equipo que milita en la Primera B Metropolitana.

## Clubes
| Club       | País      | Año       |
| ---------- | --------- | --------- |
| Belgrano   | Argentina | 2015-2017 |
| Colegiales | Argentina | 2018      |

- Datos: Q24827180